# Neptis (kejsarinna)
Neptis, född på 400-talet, död okänt år, var benämningen på en romersk kejsarinna vars namn är okänt, gift med kejsar Julius Nepos. Hon var den sista västromerska kejsarinnan. 
Hustrun till kejsar Julius Nepos har inget känt namn, men benämns som "Neptis" till kejsar Leo I och kejsarinnan Verina. Neptis kan ha flera betydelser (dotter/sondotter, brors-/systerdotter, släkting), men bedöms vanligen betyda brorsdotter eller systerdotter i detta fall. Hon var troligen biologiskt besläktad med Verina snarare än kejsar Leo. Malchus sade: "Verina anslöt sig också till förespråkarna för detta, för att sträcka en hjälpande hand till Nepos hustru, hennes släkting. " The Cambridge ancient history 14. Late Antiquity: empire and successors, A.D. 425-600, betraktar äktenskapet som en del av ett "familjebeskydd"; "Ingifte i den kejserliga familjen var en högst fördelaktig affär, och giftermål med en kejsares dotter tillät svärsonen att hoppas på purpurn". 